# ルマジンタンパク質
ルマジンタンパク質 (Lumazine protein、LumP) は発光バクテリア内在の蛍光タンパク質の一種であり、バクテリアルシフェラーゼの発光色を緑（極大発光波長495 nm）から青（極大発光波長475 nm）へとシフトさせる機能を持つ。また、色を変えるだけでなく、発光強度も3倍程度まで高めることが知られている。そのため、LumPをもつ発光バクテリア種は、ルシフェラーゼしかもたない種と比べて、発光強度が高い。LumPはルマジン誘導体を発色団とする。
現在、LumPはPhotobacterium属でのみ保有していることが確認されている。LumPを保有している種として、P. phosphoreum、そしてP. leiognathiが知られている。近年、P. phosphoreumの近縁種である、P. kishitaniiにおいても、その存在が確認された。

## 特徴
LumPの発色団は 6,7-dimethyl-8-(1'-D-ribityl)lumazine（以下、DMRL） であることが報告されている。DMRLは枯草菌等のリボフラビン生合成系において、リボフラビンの前駆体にあたる物質である。そのため、プテリジン環とリビチル鎖からなる、リボフラビンとよく似た構造を持つ。波長410nmの光で励起すると、470~480nm付近の蛍光を発する。類似の構造をもつ、リボフラビン、FMNもまた、LumPと結合することが可能であるが、ルシフェラーゼとの反応させた際に発光色シフトを起こすのは、DMRL結合時のみであることが報告されている。
LumPは単独では、その機能を発揮することはない。発光バクテリアのルシフェラーゼ反応中において、励起状態のルシフェラーゼと複合体を形成することで、ルシフェラーゼから、効率的なエネルギー移動を促していると考えられている。しかし、なぜブルーシフトが起きるのか、またどのようにルシフェラーゼとの複合体を形成しているのか、その詳細な発光変調のメカニズムはわかっていない。
大腸菌を用いて、LumPの組み替えタンパク質を作製することは可能であるが、通常の条件（大腸菌の至適温度である37度で、LB培地で培養）すると、大量に発現するものの（1リットルのLB培地から、20~30 mg程度）、うまく構造をとれず、不溶性画分において、その存在が確認できる。しかし、尿素を用いて可溶化、リフォールディングを行うことができる。このリコンビナントタンパク質は、リガンドとの結合能、蛍光特性、CDスペクトルなどの結果から、機能・構造的には天然由来のLumPと全く遜色ない事がわかっている。これを用いて、大量のLumPタンパク質を得る事が可能なため、生化学的データ、および後述する構造学的データは、この方法を用いたリコンビナントタンパク質にて得られている。

## 構造解析
X線結晶構造解析により、LumPの高次構造は明らかとなっている（下図参考）。現在までに２種類のLumPの結晶構造が明らかとなっている。その全体構造は、大きく2つのドメイン（N末端側ドメインとC末端側ドメイン）に分けることができる。このことはアミノ酸配列からも、N末端側とC末端側は配列類似性が高いことから確認できる。それぞれのドメインには、6本の逆平行βストランドで構成されるβバレルを持ち、2つのαヘリックスが存在する。このうち、リガンドが確認できるのは、N末端側ドメインのみであり、C末端側には存在しない。なぜ、N末端ドメインにしか、リガンドが結合していないのか、といった点は不明である。
これらの構造学的特徴は、アミノ酸配列上相同性の高い、リボフラビン合成酵素（以下、RS）でも確認することができる。ただし、RSではC末端側にもリガンドが結合し、また、C末端には大きく突き出たαヘリックスが一本存在する。リボフラビン合成酵素においては、このC末端側のヘリックスがつがいの役目を果たし、三量体を形成することがわかっている。N末端、C末端側にリガンド結合サイトが存在することにより、三量体中で、あるRS分子のN末端側リガンド結合ドメインが隣り合う別のRS分子のC末端側のリガンド結合ドメインと近接することで、反応を触媒し、リボフラビンを合成するモデルが立てられている。LumPでは、C末端のαヘリックスを持たず、C末端側にはリガンドが結合しないために、触媒活性も持たず、単量体で存在するのだと考えられる。
現在までに本来の発色団であるDMRL、およびアナログ分子であるリボフラビン、フラビンモノヌクレオチド (FMN) の3種での構造解析が終了しており、それぞれの構造情報から予想される結合の強さと、既報の生化学的データは矛盾しないことがわかっている。
図. Lumazine protein（DMRL複合体）の全体構造
N末端側ドメインを青、C末端側ドメインを水色で示す。
リガンドはN末端側にのみ結合する。

## 類似のタンパク質
LumPと類似のタンパク質として、YFP（黄色蛍光タンパク質、Yellow fluorescent protein）が知られている。アミノ酸配列上、LumPと似ており、その高次構造もまた似ていると考えられている。発色団としてフラビンモノヌクレオチド（FMN）を持ち、ルシフェラーゼの発光色を緑から黄色（540 nm）に変えることが知られている。YFPはVibrio fischeri Y-1株でのみ、その存在が確認されている。なお、このYFPは、オワンクラゲ由来のGFP（緑色蛍光タンパク質）を改変させたYFPとは全く異なるタンパク質である。
GFPを保有するオワンクラゲなどでは、これと同様に発光タンパク質から蛍光タンパク質への光エネルギーの受け渡しが確認されており（発光タンパク質：イクオリン、蛍光タンパク質：GFP）、イクオリンの青色がGFPにより緑色になる。しかし、LumPのように発光波長がブルーシフトすることはなく、ブルーシフトする例は発光バクテリアを除いて、確認されていない。